# Redlands (Kolorado)
Redlands – jednostka osadnicza w Stanach Zjednoczonych, w stanie Kolorado, w hrabstwie Mesa.